# عمونوروز

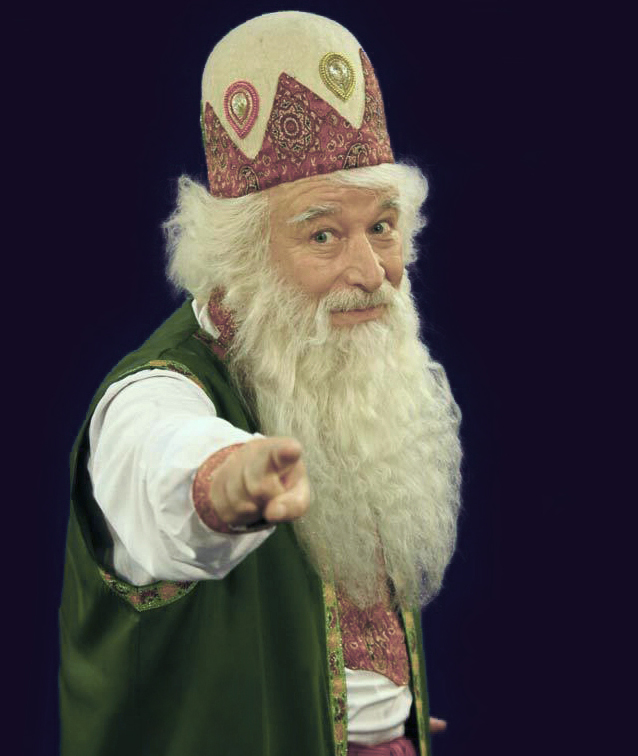
عمو نوروز

عمونوروز همچنین شناخته‌شده با نام بابا نوروز و خواجه نوروز یکی از نمادهای نوروز در باور مردمی ایرانیان است که در شب‌های جشنِ نوروز، برای بچه‌ها هدیه می‌آورد و به همراه حاجی فیروز سفر می‌کند.
از ویژگی‌های عمو نوروز، می‌توان اشاره کرد به زلف و ریشِ سفید (در برخی بازگفت‌ها، حنا بسته)، کلاهِ نمدی، کمربندِ ابریشمیِ آبی، شالِ سفید، شلوارِ کتان و گیوهٔ تخت‌نازک. او از میانِ کوه راه می‌افتد و عصا به دست می‌آید به سمتِ دروازهٔ شهر.
در سیستان، به جای بابا نوروز، مردم به بی‌بی نوروز (یا بی‌بی گل‌افروز) باور دارند.
میرجلال‌الدین کزازی می‌گوید: «اگر از من بپرسید که بابا نوروز نماد چیست من به شما پاسخ خواهم داد که از دید من بابا نوروز، نماد زمان و به گونه‌ای یادآور «زروان» باستانی یا «زال» شاهنامه است. هم از این روست که پیری است بسیار سالخورده با گیسوان و ریشی بلند و انبوه و سپید، بانوی او ننه سرما است. چون او تنها یک بار در سال و در شب بازپسین سال کهن بابا نوروز را می‌بیند. پاسخ این پرسش آن است که با آمدن بابانوروز، ننه سرما به راستی به پایان زندگانی خود می‌رسد. تو گویی که دیدار با شوی گریزپا برای او همراه است با فرجام زندگی با مرگ و این دیدار دیداری است مرگ اندود».

## افسانهٔ بابا نوروز و ننه سرما
داستانِ بابا نوروز و ننه سرما، از افسانه‌های نمادینِ گذارِ سالِ کهنه به سالِ نو است.
پیرمردی که بابا نوروز یا عمو نوروز خوانده می‌شود، به دیدارِ پیرزنی می‌رود به نامِ ننه سرما، که به گونه‌ای بانوی بابا نوروز شمرده می‌شود. بر پایهٔ افسانه‌های گفتاری، ننه سرما، در درازای سال، تنها در این شب است که می‌تواند بابا نوروز را ببیند. پس از این شب، ننه سرما، بابا نوروز را وامی‌نهد و به راه خود می‌رود تا در سال آینده این دو باز در همین شب یکدیگر را دیدار کنند.
بازگفتِ دیگری از این داستان می‌گوید که ننه سرما، در نخستین روزِ بهارِ هر سال، چشم‌به‌راهِ عمو نوروز می‌شود تا او را ببیند؛ اما پیش از آمدنِ او، از خستگی خوابش می‌برد و پس از بیدار شدن، درمی‌یابد که عمو نوروز آمده و رفته‌است. همچنین آمده‌است که اگر این دو همدیگر را ببینند جهان نابود می‌شود.